# Yaniv Katan
Yaniv Katan (hebreiska: יניב קטן); född 27 februari 1981 i Kiryat Ata, är en israelisk före detta fotbollsspelare som under hela sin karriär spelade för Maccabi Haifa, med ett undantag för sex matcher i engelska West Ham United. Han gjorde även 31 landskamper för Israels landslag.